# King (Band)

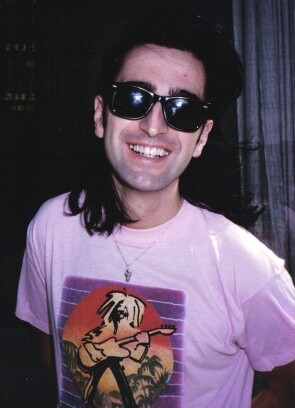
Paul King, Mitte der 1980er Jahre

King war eine britische Pop- und New-Wave-Band der 1980er Jahre aus Coventry.

## Geschichte
Der Kopf und Leadsänger der 1983 gegründeten Band war Paul King, zuvor Leadsänger bei The Reluctant Stereotypes, einer Ska-Band, mit der er Anfang der 1980er Jahre drei Singles und ein Album veröffentlicht hatte. Weitere Gründungsmitglieder waren der Gitarrist Jim „Jackal“ Lantsbery, der Keyboarder Mick Roberts und der Bassist Tony Wall. Etwas später stieß der Schlagzeuger Adrian Lillywhite zur Gruppe.
King brachte zwei Alben bei CBS heraus, die beide 1985 erschienen. Steps in Time erreichte in Großbritannien Goldstatus, Bitter Sweet wurde mit einer Silbernen Schallplatte ausgezeichnet. Die höchste Chartplatzierung in Deutschland erzielte die Gruppe mit der Single Love & Pride, die bereits 1984 veröffentlicht, aber erst in der Neuauflage 1985 zu einem Erfolg wurde und eine Goldene Schallplatte erhielt, nachdem King mit Boy George und dessen Band Culture Club auf Tour gegangen war und dadurch große Bekanntheit erlangt hatte. Mit vier weiteren Singles konnte King sich bis 1986 in den UK-Charts platzieren. Anschließend trennte sich die Gruppe. 
Im Jahre 1987 versuchte Paul King, eine Solokarriere zu starten. Seine beiden Singles I Know und Follow My Heart floppten jedoch. Im Jahr 1990 wurde Paul King VJ beim Musiksender MTV, später bei der MTV-Tochter VH1.

## Diskografie

### Alben
| Jahr | Titel         | Höchstplatzierung, Gesamtwochen, AuszeichnungChartplatzierungen (Jahr, Titel, Platzierungen, Wochen, Auszeichnungen, Anmerkungen) | Höchstplatzierung, Gesamtwochen, AuszeichnungChartplatzierungen (Jahr, Titel, Platzierungen, Wochen, Auszeichnungen, Anmerkungen) | Höchstplatzierung, Gesamtwochen, AuszeichnungChartplatzierungen (Jahr, Titel, Platzierungen, Wochen, Auszeichnungen, Anmerkungen) | Höchstplatzierung, Gesamtwochen, AuszeichnungChartplatzierungen (Jahr, Titel, Platzierungen, Wochen, Auszeichnungen, Anmerkungen) | Höchstplatzierung, Gesamtwochen, AuszeichnungChartplatzierungen (Jahr, Titel, Platzierungen, Wochen, Auszeichnungen, Anmerkungen) | Anmerkungen                      |
| Jahr | Titel         | DE | AT | CH | UK | US | Anmerkungen                      |
| ---- | ------------- | --- | --- | --- | --- | --- | -------------------------------- |
| 1985 | Steps in Time | DE49 (5 Wo.)DE | — | — | UK6 Gold · (21 Wo.)UK | US140 (9 Wo.)US | Produzent: Richard James Burgess |
| 1985 | Bitter Sweet  | — | — | — | UK16 Silber · (11 Wo.)UK | — | Produzent: Richard James Burgess |

### Kompilationen
- 1986: The 12" Tape
- 1998: The Best of King – Love & Pride

### Singles
| Jahr | Titel Album                                      | Höchstplatzierung, Gesamtwochen, AuszeichnungChartplatzierungen (Jahr, Titel, Album, Platzierungen, Wochen, Auszeichnungen, Anmerkungen) | Höchstplatzierung, Gesamtwochen, AuszeichnungChartplatzierungen (Jahr, Titel, Album, Platzierungen, Wochen, Auszeichnungen, Anmerkungen) | Höchstplatzierung, Gesamtwochen, AuszeichnungChartplatzierungen (Jahr, Titel, Album, Platzierungen, Wochen, Auszeichnungen, Anmerkungen) | Höchstplatzierung, Gesamtwochen, AuszeichnungChartplatzierungen (Jahr, Titel, Album, Platzierungen, Wochen, Auszeichnungen, Anmerkungen) | Höchstplatzierung, Gesamtwochen, AuszeichnungChartplatzierungen (Jahr, Titel, Album, Platzierungen, Wochen, Auszeichnungen, Anmerkungen) | Anmerkungen                         |
| Jahr | Titel Album                                      | DE | AT | CH | UK | US | Anmerkungen                         |
| ---- | ------------------------------------------------ | --- | --- | --- | --- | --- | ----------------------------------- |
| 1985 | Love and Pride (Remix) Steps in Time             | DE8 (13 Wo.)DE | AT21 (6 Wo.)AT | CH3 (10 Wo.)CH | UK2 Gold · (18 Wo.)UK | US55 (11 Wo.)US | Erstveröffentlichung: Januar 1985   |
| 1985 | Won’t You Hold My Hand Now (Remix) Steps in Time | — | — | — | UK24 (8 Wo.)UK | — | Erstveröffentlichung: März 1985     |
| 1985 | Alone without You Bitter Sweet                   | — | — | — | UK8 (9 Wo.)UK | — | Erstveröffentlichung: August 1985   |
| 1985 | The Taste of Your Tears Bitter Sweet             | — | — | — | UK11 (9 Wo.)UK | — | Erstveröffentlichung: Oktober 1985  |
| 1986 | Torture Bitter Sweet                             | — | — | — | UK23 (5 Wo.)UK | — | Erstveröffentlichung: Dezember 1985 |

Weitere Singles
- 1984: Love and Pride
- 1984: Soul on My Boots
- 1984: Won’t You Hold My Hand Now